# Clistopyga rufator
Clistopyga rufator là một loài tò vò trong họ Ichneumonidae.